# 久我通誠
久我 通誠（こが みちとも）は、江戸時代前期から中期にかけての公卿。内大臣・久我広通の子。官位は従一位・内大臣。主に霊元天皇（112代）・東山天皇（113代）・中御門天皇（114代）の三代に亘り朝廷に仕えた。

## 経歴
初名は時通、通縁、通規。兄・通名に代わり久我家の嫡男となった。
寛文3年（1663年）に叙爵。以降累進し、侍従や左近衛中将を経て、延宝3年（1675年）に従三位となり公卿に列した。踏歌節会外弁・権中納言・権大納言・神宮伝奏・踏歌節会内弁などを務めた。宝永5年（1708年）には東山天皇の中宮幸子女王の中宮大夫となった。同年右近衛大将。
宝永6年（1709年）から正徳元年（1711年）までの間内大臣を務めた。この間従一位に昇進。

## 系譜
- 父：久我広通
- 母：梅子女王 - 伏見宮貞清親王の王女
- 妻：千種有維の娘
  - 男子：久我惟通（1687-1748）
- 生母不明の子女
  - 女子：鷹司輔信室
- 養子
  - 女子：冬姫 - 兄・久我通名の子。 伊達吉村正室